# Фризская правда
Фризская правда (лат. Lex Frisionum) — сборник норм обычного права германского племени фризов, одна из варварских правд. Был записан на латыни во время правления Карла Великого после 785 года, когда окончательное поражение восстания саксов во главе с Видукиндом завершило франкское завоевание Фризии. Кодекс законов охватывал регион проживания фризов. Фризы были разделены на четыре сословия, для которых прописывались законы и устанавливались штрафы за нарушение этих законов. Это были дворяне, свободные люди, крепостные и рабы. Духовенство не упоминается в кодексе, поскольку не подчинялось гражданскому праву.

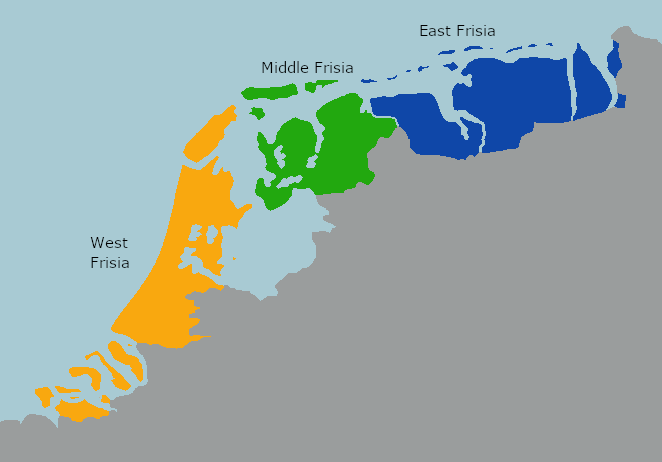
Деление Фризии согласно Фризской правде

Фризы, получившие статус свободных людей, получили право выбирать своего подеста или императорского губернатора. Во Фризской правде чётко выделяются три округа Фризии: законы действуют на всей территории Фризии, но для Западной Фризии «между Синкфалом и Вли» и Восточной Фризии «между Лауэрсом и Везером» прописано несколько специальных положений.
Вследствие раздела по Верденскому договору (843) вся Фризия стала частью Лотарингии; по Мерсенскому договору (870) она была ненадолго разделена между королевствами восточных франков и западных франков, но в 908 году вся страна была воссоединена в составе Восточно-Франкского королевства.
Первые двадцать две главы Фризской правды связаны размерами штрафов и вергельда — компенсаций, получаемых родственниками жертв, размер которых определялся в соответствии с социальными положениями преступника и жертвы. Примечательно, что штраф за убийство женщины был точно такой же, как и для мужчины того же сословия — особенность Фризской правды, которая роднит его с англосаксонскими законами и выделяет из всех других варварских правд. Еще одиннадцать глав содержат «Дополнения мудрецов» (лат. Additio sapientum), десять подразделов из судебников Вимара и Саксмунда, о которых ничего не известно, а также заимствованные разделы из Тюрингской правды (кодекс законов тюрингов) для охвата не учтённых ранее случаев.